# Piggate
Piggate – polska komedia science-fiction z 1990 roku na podstawie słuchowiska radiowego Marcina Wolskiego.
Film kręcono w Poznaniu (Fabryka Samochodów Rolniczych „Polmo”), Rawie Mazowieckiej, Łodzi (Instytut „Centrum Zdrowia Matki Polki”), Warszawie i Mosznej.

## Obsada
- Tadeusz Huk – William Holding, dyrektor Instytutu Transplantologii
- Ewa Skibińska – Lucy Crawford, żona Holdinga
- Katarzyna Figura – Dolores Mendoza, przyjaciółka Lucy
- Janusz Michałowski – chirurg Hans Weisenstein, współpracownik Holdinga
- Jacek Borkowski – adwokat Tom Butler, narzeczony Anny Montini
- Danuta Kowalska – Anna Montini
- Bogdan Baer – milioner Karsky, narzeczony Dolores
- Henryk Talar – dziennikarz Art Schummann
- Bolesław Abart – Frank O'Hara, asystent Holdinga
- Grzegorz Heromiński – Updike, operator Schummanna
- Ryszard Kotys – policjant Simpson
- Maciej Kozłowski – Alan Lecog, lekarz operujący Dolores
- Marcin Troński – Ben, pracownik rzeźni
- Adam Baumann – policjant

i inni